# Latovo
Latovo (makedonska: Латово) är en ort i Nordmakedonien. Den ligger i kommunen Makedonski Brod, i den centrala delen av landet, 60 kilometer söder om huvudstaden Skopje. Latovo ligger 598 meter över havet och antalet invånare är 169.